# كارل ألغوفر
كارل ألغوفر (بالألمانية: Karl Allgöwer)‏ (مواليد 5 يناير 1957) هو لاعب كرة قدم. يلعب مع منتخب ألمانيا الغربية لكرة القدم. سبق له أن لعب في كأس العالم لكرة القدم مع منتخب بلاده.

## روابط خارجية
- كارل ألغوفر على موقع الاتحاد الدولي (مؤرشف)  (الإنجليزية)
- كارل ألغوفر على موقع قاعدة بيانات كرة القدم.إي يو (الإنجليزية)
- كارل ألغوفر على موقع بيانات كرة القدم. دي إي (الألمانية)
- كارل ألغوفر على موقع ناشيونال فوتبول تيمز (الإنجليزية)
- كارل ألغوفر على موقع عالم كرة القدم.نت (الإنجليزية)